# Phronia maderina
Phronia maderina är en tvåvingeart som beskrevs av Chandler och Ribeiro 1995. Phronia maderina ingår i släktet Phronia och familjen svampmyggor.
Artens utbredningsområde är Madeira. Inga underarter finns listade i Catalogue of Life.